# Kurotrophos
Kurotrophos (altgriechisch Κουροτρόφος Kourotróphos, deutsch ‚Knaben nährend‘) ist eine Epiklese verschiedener Gottheiten der griechischen Mythologie.
Mit dem Epitheton Kurotrophos ausgestattete Gottheiten wurden als Manifestation der Mütterlichkeit oder als Sinnbild der Amme angesehen und in Kulthandlungen, Riten und bei Opfern entsprechend verehrt. Mit dem Epitheton wurden wegen ihrer Eigenschaften auch die Personifikationen der Flüsse benannt, später dann die Nymphen. Als allein stehender Name ist mit Kurotrophos immer Hekate, Gaia oder Aphrodite gemeint.
Als Kurotrophos wurden folgende Gottheiten verehrt:
- Gaia
- Artemis
- Hekate
- Brimo
- Leto
- Demeter
- Hestia
- Aphrodite
- Eirene
- Apollon
- die Flüsse
- die Nymphen
- Ruminia
- Penia
- Elpis